# عبدالعزیز عبدالشافی
عبدالعزیز عبدالشافی (انگلیسی: Abdul-Aziz Abdul-Shafi؛ زادهٔ ۲۵ دسامبر ۱۹۵۲) یک ورزشکار اهل مصر است.
از باشگاه‌هایی که در آن بازی کرده‌است می‌توان به باشگاه ورزشی الاهلی مصر و تیم ملی فوتبال مصر اشاره کرد.
وی همچنین در تیم ملی فوتبال مصر بازی کرده است.